# محمدآباد (بجنورد)
محمدآباد روستایی از توابع بخش مرکزی شهرستان بجنورد در استان خراسان شمالی ایران است. محمدآباد و ارکان مهم‌ترین مناطق تات‌نشین شهرستان بجنورد هستند.

## جمعیت
این روستا در دهستان باباامان قرار دارد و براساس سرشماری مرکز آمار ایران در سال ۱۳۸۵، جمعیت آن ۴٬۳۶۸ نفر (۱٬۰۰۲خانوار) بوده‌است.